# Marian Eleganti
Marian Eleganti OSB (ur. 7 kwietnia 1955 w Uznach) – szwajcarski duchowny katolicki, biskup pomocniczy Chur w latach 2010–2021.

## Życiorys

### Zakon i prezbiterat
W 1990 wstąpił do opactwa benedyktyńskiego w rodzinnym mieście i 2 października 1994 złożył śluby wieczyste. Święcenia kapłańskie otrzymał 23 czerwca 1995. W 1999 został wybrany opatem klasztoru w Uznach.

### Episkopat
7 grudnia 2009 papież Benedykt XVI mianował go biskupem pomocniczym diecezji Chur, ze stolicą tytularną Lamdia. Sakry biskupiej udzielił mu 31 stycznia 2010 bp Vitus Huonder.
15 lutego 2021 papież Franciszek przyjął jego rezygnację z pełnionej funkcji.